# De La Rue
De La Rue — британська компанія, виробник банкнот, захищеного друку паспортів і акцизних марок, паперового виробництва, технічних рішень для ідентифікації особистості і захисту документів зі штаб-квартирою в Бейсінгстоуці, графство Гемпшир, Англія. Вона також має завод по команді Valley Trading Estate, Гейтсхеді і інших об'єктів в Loughton, Ессекс і Bathford, Сомерсет. Є закордонні представництва в Кенії, Шрі-Ланці та на Мальті. Зареєстрована на Лондонській фондовій біржі.

## Історія
Компанія була заснована Томасом де ла Ру, який переїхав до Лондона у 1821 році і створив канцелярський бізнес.
Десять років потому, у 1831 році він отримав Королівський Ордер для виробництва гральних карт.
У 1855 році він почав друкувати поштові марки і у 1860 році — банкноти.
У 1896 році сімейне товариство була перетворене в приватну компанію.
У 1921 році сім'я де ла Ру продала свої інтереси.
Підприємстов було вперше зареєстрована на Лондонській фондовій біржі у 1947 році.
Компанія, яка тоді називалася Thomas De La Rue & Company, Limited, змінила свою назву на The De La Rue Company Limited у 1958 році.
Пропозиція про поглинання для De La Rue було зроблено Rank Organisation PLC в 1968 році, але ця пропозиція була відхилена антимонопольною комісією як така, що суперечить громадським інтересам.
У 1991 році назва компанії була змінена знову — на цей раз у De La Rue PLC
У 2003 і 2004 роках компанія поставила банкноти в Ірак.
У серпні 2014 року компанія оголосила про призначення Мартіна Сазерленда головним виконавчим директором.
У 2016 році підрозділ Cash Handling був проданий Privet Capital.
У грудні 2016 року компанія оголосила, що придбає підрозділ DuPont Authentication.

## Операції

### Банкноти
De La Rue виготовляла папір з високим ступенем захисту та продавала технології друку для більш ніж 150 національних валют.
14 листопада 1991 року Президія Верховної Ради України прийняла постанову «Про національну валюту в Україні». Цим документом передбачалось введення в обіг на території України національної валюти в I півріччі 1992 року. Тому заходи з виготовлення гривні здійснювались у прискореному темпі. Ще 23 жовтня 1991 року було підписано контракт з «Кенедієн Банкнот Компані» на виготовлення гривні. Проте достатніх потужностей для якісного друку щонайменше 1,5 млрд необхідних банкнот фірма не мала. Отже, за згодою Леоніда Кравчука, 18 січня 1992 року у Києві було укладено контракт з британською фірмою De La Rue. Від Національного банку його підписав тодішній голова НБУ В. П. Матвієнко. Він же затвердив до друку купюри номіналом 50 і 100 гривень.

## Минулі продукти

### Гральні карти
У 1843 році De La Rue розпочав свою першу заморську торгівлю, а брат де ла Ру Пол вирушив до Росії, щоб консультувати з питань виготовлення гральних карт. Дизайн гральних карт придуманий Томасом де ла Ру є основою для сучасного стандартного дизайну. Бізнес гральних карт був проданий Джону Уоддінгтону в 1969 році.

### Поштові марки
Компанія також друковала поштові марки для Великої Британії та деяких зі своїх колоній, для Італії та для Конфедерації Штатів Америки. Перші 50 років виробництва поштових марок були відзначені в Джона Істона Де Ла Ру «Історія британських і іноземних поштових марок 1855—1901» (Faber & Faber, Лондон, 1958).

### Друкарські інструменти
В компанії De La Rue розробили першу практичну авторучку у 1881 році і вона була провідним виробником пір'яних ручок у Великій Британії. Продукти продавалися під торговою маркою «Onoto». Виробництво авторучки De La Rue зупинилося у Великій Британії у 1958 році, але продовжувалося протягом ще декількох років в Австралії.

### Настільні ігри
Протягом 1930-х років De La Rue створив ряд настільних ігор. Вони включали гру в крикет, яка була виготовлена в ряді різних видань. Ігри складалися з високоякісних компонентів і використовуються гральні карти в рамках компонента набору.

## Галерея

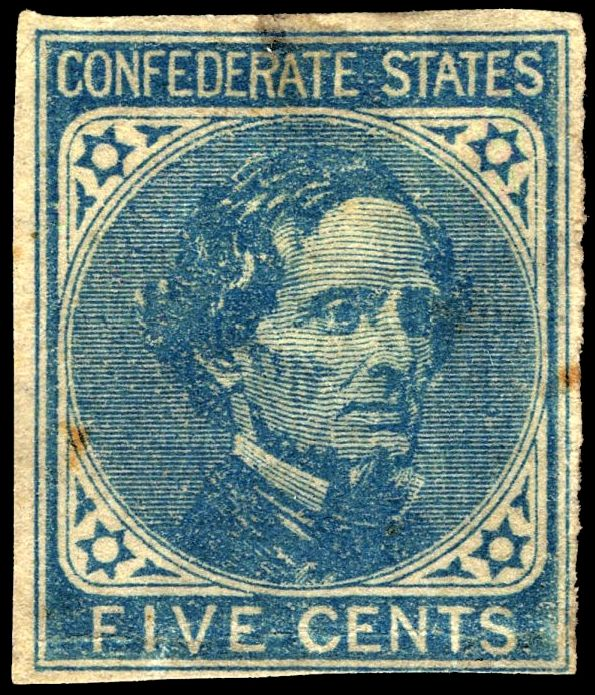
1862 — марка Конфедерації, Джефферсон Девіс
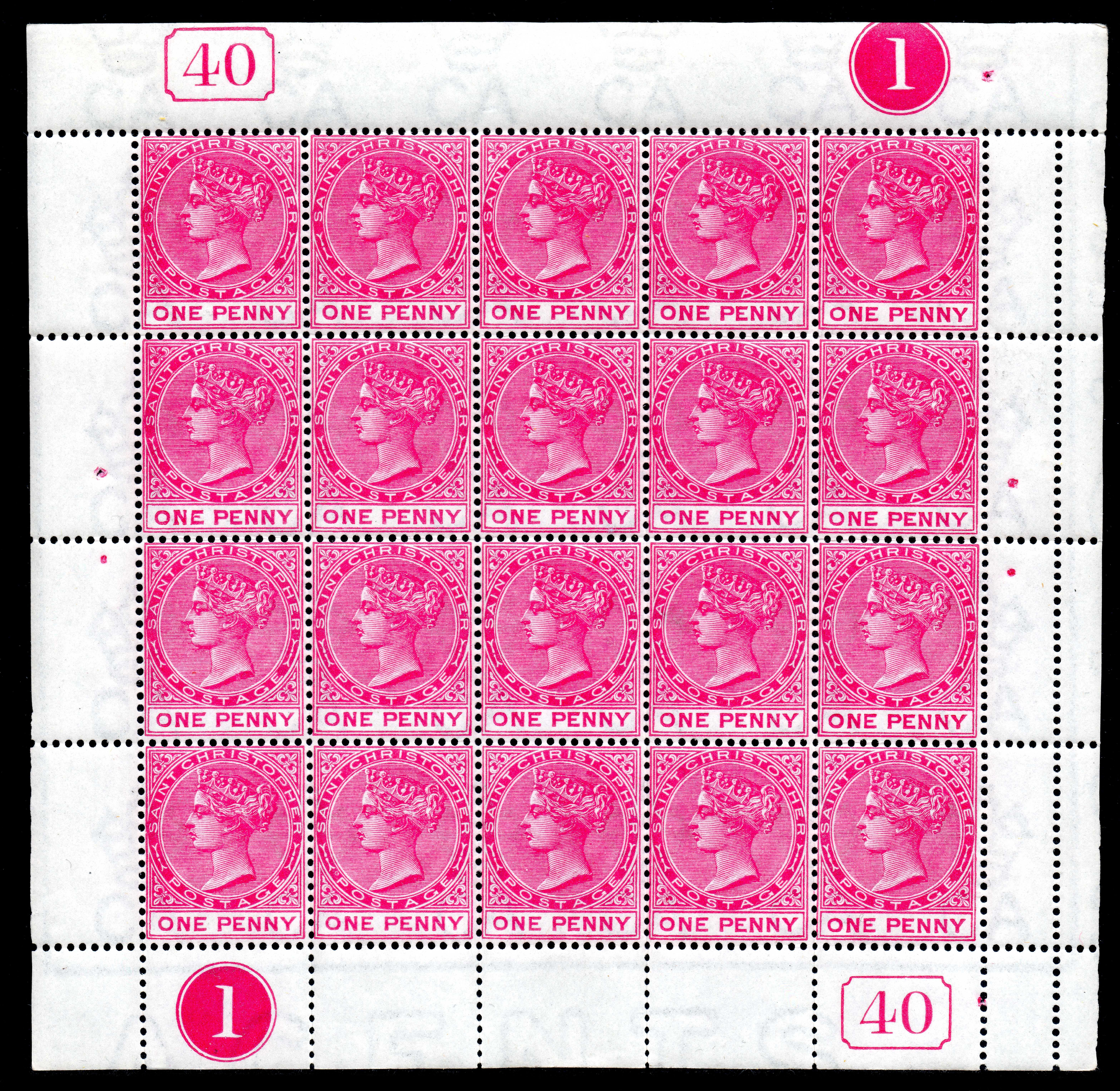
1884 — марка 1 пенні. Повний аркуш
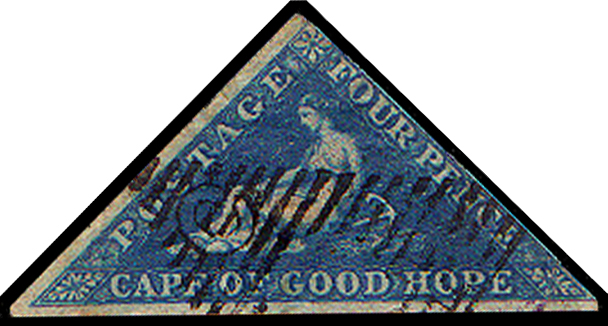
Марка Капської колонії («трикутник Мису Доброї Надії»)
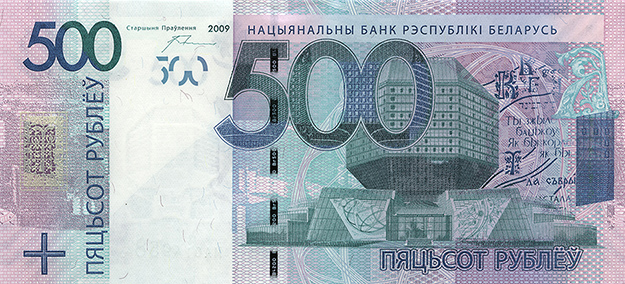
500 білоруських рублів зразка 2009 року